# 京王閣

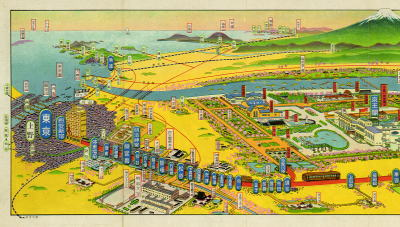
「京王電車沿線名所図絵」に描かれた京王閣

京王閣（けいおうかく）は、かつて東京都調布市に存在し、京王電気軌道（京王電軌、現・京王電鉄）が経営していたレジャー施設である。

## 概要と歴史
昭和初期の調布から多摩川周辺では養蚕業が盛んであり、線路沿いには一面に桑畑が広がっていた。多摩川は水質が良く水量も多く、アユ・コイ・ウナギ・ナマズ・ハヤなどを釣ることができた。
当時の多摩川は、桜の名所として稲田堤は賑わっていた。
調布駅 - 多摩川原駅（1937年（昭和12年）京王多摩川駅へ改称）間は、1916年（大正5年）6月1日に「京王電軌多摩川支線」（現・京王相模原線）として、多摩川の川原で採掘した砂利輸送のため敷設された路線であった。
さらに終点である多摩川原駅から多摩川の川原までは、砂利運搬用のトロッコで結んでいた。行楽時期以外はほとんど乗客もなく、普段は砂利を積んだ貨車が行き交っていた。
1927年6月1日、京王電軌の沿線行楽地開発によって、多摩川原駅前に「京王閣」が誕生した。
園内には総大理石貼りの大浴場（ローマ風呂）、和洋食のメニューが多彩な大食堂やカフェ、ビリヤード場などの各種遊戯施設を完備した鉄筋3階建ての本館が建っていた。屋外には当時はまだ珍しかったメリーゴーラウンド、豆汽車、ウォーターパークなどがあり、レヴューを行う演芸場も備えていた。
その規模は東京近郊では最大を誇り、関東の宝塚と称されるほどで、まさにレジャー施設のはしりであった。
開園翌年の1928年には年間入場者数が163,589人となり、東京近郊の遊園地としては多摩川園の261,461人、豊島園の200,166人に次いで第3位となった。
その後1934年（昭和9年）、多摩川原駅の隣に日活多摩川撮影所が誕生した。
日活関係者が暮らす住宅街・通称「日活村｣も整備され、調布の多摩川周辺は映画産業の町として「東洋のハリウッド」と呼ばれるようになっていく。
しかし戦争の影が色濃くなるにつれて、桑畑は食糧生産の為に芋畑・麦畑へと変貌を遂げ、避暑や花見などで訪れるようなのどかさはすっかり失われた。
さらに追い討ちを掛けるように、京王閣の施設は軍が入隊検査その他の業務で使用することが多くなり、次第に客足は遠のいていった。
やがて終戦直後の1947年、京王電軌が東急に合併されていた「大東急」時代に京王閣は売却され、跡地には1949年に京王閣競輪場が開設した。